# Урусов, Александр Михайлович (милиционер)
Александр Михайлович Урусов (1905 — 1975) — советский деятель органов охраны общественного порядка, начальник МУРа, комиссар милиции 3-го ранга.

## Биография
Родился в семье рабочих, работать начал с 11-летнего возраста на погрузке и разгрузке барж и пароходов в местном речном порту. В 1919 был принят на службу делопроизводителем в отдел транспортной ЧК Тюмени, одновременно учился в высшем начальном училище. С 1920 до 1921 служил начальником канцелярии в управлении водного уголовного розыска Сибирского края. Потом служил в Тюменском окружном административном отделе (РКМ и УР) как милиционер, заведующий делопроизводством, инспектор, начальник отделения окружного уголовного розыска. В 1928 назначен начальником тюменского окружного уголовного розыска. 10 августа 1930 по решению Уральского областного комитета ВКП(б) был назначен начальником уголовного розыска Магнитогорского городского административного отдела. В конце 1931 отозван в Москву для прохождения обучения в Центральной высшей школе РКМ, после окончания которой был направлен для прохождения службы в Управление милиции по Уральской области в Свердловск. В дальнейшем служил в этом управлении на различных должностях в уголовном розыске: начальник отделения, заместитель начальника отдела, начальник уголовного розыска. В 1937 назначен заместителем начальника, с 1938 до 1943 работал начальником Управления рабоче-крестьянской милиции по Свердловской области. В январе 1944 приказом народного комиссара внутренних дел СССР переведён на должность заместителя начальника Управления милиции Москвы и начальника Московского уголовного розыска, где проработал до 1951. С 1951 до 1953 возглавлял Управления милиции Московской области, с 1953 до 1955 являлся начальником оперативного отдела Главного управления милиции. С 1955 до 1957 был советником МВД СССР при МВД Венгерской Народной Республики, где пытался повлиять на настроения местной милиции (полиции) во время восстания в 1956 году. В 1957 году был отозван в Москву и вышел на пенсию. В 1960-е — 1970-е являлся членом Совета ветеранов МВД СССР.

### Звания
- милиционер, 1921;
- капитан милиции;
- майор милиции, 16 сентября 1940;
- комиссар милиции III ранга, 4 марта 1943.

### Награды
- орден Красной Звезды, постановление ЦИК СССР от 13 ноября 1937;
- орден «Знак Почета», указ Президиума ВС СССР от 26 апреля 1940;
- орден Трудового Красного Знамени, указ Президиума ВС СССР от 20 сентября 1943 № 214/394;
- орден Красного Знамени, указ Президиума ВС СССР от 03 ноября 1944 № 219/206;
- орден Красного Знамени, указ Президиума ВС СССР от 18 августа 1945 № 222/340;
- орден Ленина, указ Президиума ВС СССР от 10 декабря 1945;
- медали [какие?];
- юбилейные и почётные нагрудные знаки[какие?];
- наградное оружие,[какое?] 1929;
- костюм[какой?] , 1931.